# Protocolo de Encaminhamento de Camada 2
O L2F, ou Encaminhamento de Camada 2, é um protocolo de tunelamento desenvolvido pela companhia estadunidense Cisco Systems, Inc. com o objetivo de  estabelecer conexões de rede privada virtual(VPN) pela Internet. O L2F não fornece criptografia ou confidencialidade por si só; ele depende do protocolo ser encapsulado para fornecer privacidade . O L2F foi projetado especificamente para fazer o tunelamento do tráfego do Protocolo Ponto a Ponto (PPP).

## Uso
Rede virtual privada de dial-up permite que muitos domínios de protocolo separados e autônomos compartilhem infraestrutura de acesso comum, incluindo modems, servidores de  e roteadores ISDN. RFCs anteriores a 2341 especificavam protocolos para oferecer suporte a discagem IP via SLIP e discagem multiprotocolo via PPP .

## Estrutura do pacote L2F
| Bits 0-12                  | Bits 0-12       | Bits 0-12       | Bits 0-12       | Bits 0-12       | Bits 0-12       | Bits 0-12       | Bits 0-12       | Bits 0-12       | Bits 0-12       | Bits 0-12       | Bits 0-12       | Bits 0-12       | 13-15           | 13-15           | 13-15           | 16-23                                 | 16-23                                 | 16-23                                 | 16-23                                 | 16-23                                 | 16-23                                 | 16-23                                 | 16-23                                 | 24-31                                 | 24-31                                 | 24-31                                 | 24-31                                 | 24-31                                 | 24-31                                 | 24-31                                 | 24-31                                 |
| -------------------------- | --------------- | --------------- | --------------- | --------------- | --------------- | --------------- | --------------- | --------------- | --------------- | --------------- | --------------- | --------------- | --------------- | --------------- | --------------- | ------------------------------------- | ------------------------------------- | ------------------------------------- | ------------------------------------- | ------------------------------------- | ------------------------------------- | ------------------------------------- | ------------------------------------- | ------------------------------------- | ------------------------------------- | ------------------------------------- | ------------------------------------- | ------------------------------------- | ------------------------------------- | ------------------------------------- | ------------------------------------- |
| F                          | E               | P               | S               | 0               | 0               | 0               | 0               | 0               | 0               | 0               | 0               | C               | Ver             | Ver             | Ver             | Protocolo                             | Protocolo                             | Protocolo                             | Protocolo                             | Protocolo                             | Protocolo                             | Protocolo                             | Protocolo                             | Sequência (opt)                       | Sequência (opt)                       | Sequência (opt)                       | Sequência (opt)                       | Sequência (opt)                       | Sequência (opt)                       | Sequência (opt)                       | Sequência (opt)                       |
| ID multiplexado            | ID multiplexado | ID multiplexado | ID multiplexado | ID multiplexado | ID multiplexado | ID multiplexado | ID multiplexado | ID multiplexado | ID multiplexado | ID multiplexado | ID multiplexado | ID multiplexado | ID multiplexado | ID multiplexado | ID multiplexado | ID do cliente                         | ID do cliente                         | ID do cliente                         | ID do cliente                         | ID do cliente                         | ID do cliente                         | ID do cliente                         | ID do cliente                         | ID do cliente                         | ID do cliente                         | ID do cliente                         | ID do cliente                         | ID do cliente                         | ID do cliente                         | ID do cliente                         | ID do cliente                         |
| Comprimento                | Comprimento     | Comprimento     | Comprimento     | Comprimento     | Comprimento     | Comprimento     | Comprimento     | Comprimento     | Comprimento     | Comprimento     | Comprimento     | Comprimento     | Comprimento     | Comprimento     | Comprimento     | Deslocamento de carga útil (opcional) | Deslocamento de carga útil (opcional) | Deslocamento de carga útil (opcional) | Deslocamento de carga útil (opcional) | Deslocamento de carga útil (opcional) | Deslocamento de carga útil (opcional) | Deslocamento de carga útil (opcional) | Deslocamento de carga útil (opcional) | Deslocamento de carga útil (opcional) | Deslocamento de carga útil (opcional) | Deslocamento de carga útil (opcional) | Deslocamento de carga útil (opcional) | Deslocamento de carga útil (opcional) | Deslocamento de carga útil (opcional) | Deslocamento de carga útil (opcional) | Deslocamento de carga útil (opcional) |
| Chave de pacote (opcional) |                 |                 |                 |                 |                 |                 |                 |                 |                 |                 |                 |                 |                 |                 |                 |                                       |                                       |                                       |                                       |                                       |                                       |                                       |                                       |                                       |                                       |                                       |                                       |                                       |                                       |                                       |                                       |
| Carga útil                 |                 |                 |                 |                 |                 |                 |                 |                 |                 |                 |                 |                 |                 |                 |                 |                                       |                                       |                                       |                                       |                                       |                                       |                                       |                                       |                                       |                                       |                                       |                                       |                                       |                                       |                                       |                                       |
|                            |                 |                 |                 |                 |                 |                 |                 |                 |                 |                 |                 |                 |                 |                 |                 | Soma de verificação L2F (opcional)    |                                       |                                       |                                       |                                       |                                       |                                       |                                       |                                       |                                       |                                       |                                       |                                       |                                       |                                       |                                       |

## Outros protocolos VPN
- IPsec
- Protocolo de tunelamento de camada 2 (L2TP)
- Protocolo de tunelamento ponto a ponto (PPTP)